# Tre' Coggins
Tre' Coggins (San Juan Capistrano, California, 13 de octubre de 1992) es un baloncestista estadounidense que actualmente está sin equipo tras pertenecer a la plantilla del Oviedo Club Baloncesto de la Liga LEB Oro. Con 1,90 metros de estatura, juega en la posición de base.

## Trayectoria deportiva
Jugó durante 2012 a 2014 en las filas de los Air Force Falcons y más tarde, tres temporadas con los Fullerton Titans, de la Universidad Estatal de California, formando parte del quinteto inicial. En la última temporada (2016-17) juega 29 partidos, con una media de 17,2 puntos por partido, 3,6 rebotes y 1,3 asistencias. Fue su temporada con más acierto de cara a canasta.
En agosto de 2017 afrontó su primera experiencia internacional al fichar por el Club Baloncesto Clavijo de la LEB Oro.
En agosto de 2018 fichó por el BG 74 Göttingen de la Basketball Bundesliga alemana. Comenzó la temporada 2018-19 en la primera alemana donde jugó cinco partidos. En diciembre cambió al BC Beroe de la primera liga búlgara, equipo en el que jugó 24 partidos promedió 13 puntos, 3.6 rebotes y 3 asistencias.
En julio de 2019, vuelve a España para jugar en las filas del Oviedo Club Baloncesto de la Liga LEB Oro. En noviembre de 2019, es cortado por el club ovetense tras participar en ocho partidos esta temporada, promediando 9.5 puntos, 3.3 rebotes, 1.8 asistencias y 6.3 de valoración en veinticinco minutos.